# Graphinotus
Genre
Synonymes
- Therezopolis Mello-Leitão, 1923
- Vitiches Roewer, 1927
- Paraorguesia Mello-Leitão, 1927
- Wygodzinskyia Soares & Soares, 1945

Graphinotus est un genre d'opilions laniatores de la famille des Gonyleptidae.

## Distribution
Les espèces de ce genre sont endémiques du Brésil. Elles se rencontrent dans les États de São Paulo, de Rio de Janeiro et d'Espírito Santo.

## Liste des espèces
Selon World Catalogue of Opiliones (20/08/2021) :
- Graphinotus gratiosus (Soares, 1974)
- Graphinotus magnificus (Roewer, 1943)
- Graphinotus ornatus Koch, 1839
- Graphinotus roseus (Mello-Leitão, 1936)
- Graphinotus therezopolis (Mello-Leitão, 1923)
- Graphinotus viridiornatus (Soares & Soares, 1945)

## Publication originale
- C. L. Koch, 1839 : Die Arachniden: Getreu nach der Natur abgebildet und beschrieben., vol. 5, p. 1–158 (texte intégral).